# Hafdís Huld
Hafdís Huld Þrastardóttir (Reykjavík, 22 maggio 1979) è una cantante e attrice islandese.

## Biografia
Originaria di Reykjavík, ha studiato presso il College of Creative Media di Londra, dove si è laureata nel 2006. Nello stesso anno ha intrapreso la carriera musicale da solista, pubblicando l'album in studio di debutto Dirty Paper Cup. La popolarità del disco è stata sufficiente da fruttarle due candidature all'Íslensku tónlistarverðlaunin, il principale riconoscimento musicale; alla cerimonia, l'artista si è portata a casa il riconoscimento all'album pop dell'anno.
Vögguvísur, terzo album dell'artista, ha visto un particolare successo, poiché oltre ad essere stato uno dei 26 dischi di maggior successo del 2012 in Islanda con 1 585 CD venduti, ha totalizzato 9 982 unità combinate fra il 2016 e il 2020, ricevendo la certificazione di doppio platino (equivalenti a 40 000 unità) nel 2022. È inoltre stato il disco più venduto a livello nazionale per cinque anni consecutivi; in particolar modo, sempre nel 2024 si è confermato come l'album col maggior numero di unità equivalenti registrate in suolo islandese (9 762) da Dýrð í dauðaþögn di Ásgeir Trausti, che ne accumulò 22 800 nel corso del 2012. Vögguvísur è anche l'LP col maggior numero di settimane trascorse al vertice della Tónlistinn nel corso degli anni venti (oltre 140).

## Discografia

### Album in studio
- 2006 – Dirty Paper Cup
- 2009 – Synchronised Swimmers
- 2012 – Vögguvísur/Lullabies
- 2014 – Home
- 2017 – Barnavísur
- 2017 – Dare to Dream Small
- 2019 – Variations
- 2021 – Sumarkveðja
- 2021 – Við Jólatréð
- 2024 – Darkest Night

### Singoli
- 2007 – Tomoko
- 2009 – Kongulo
- 2014 – Lucky
- 2018 – Violet
- 2018 – One Moment in Time
- 2018 – Jólin mín
- 2021 – Sól sól skín á mig
- 2023 – Sleep My Darling
- 2023 – Under a Blue Sky
- 2023 – Darkest Night
- 2024 – Hindsight

## Filmografia

### Cinema
- The Icelandic Dream, regia di Róbert Ingi Douglas (2000)
- Villiljós, regia di Inga Lísa Middleton, Dagur Kári, Ragnar Bragason, Ásgrímur Sverrisson e Einar Thór Gunnlaugsson (2001)

### Televisione
- A Legend to Ride – serie TV (1997)